# Ivan Kafka
Ivan Kafka (* 29. února 1952 v Praze) je český výtvarník, sochař, fotograf, typograf a tvůrce instalací.

## Život
V letech 1967-1971 vystudoval Střední odbornou skolu výtvarnou na náměstí Václava Hollara v Praze. Dále pracoval u meteorologů.  Od roku 1975 se zabývá především projekty, instalacemi a realizacemi pro volnou krajinu, prostor a město. Kromě toho tvoří grafiku a fotografie.

## Výstavy
- Ivan Kafka: Objekt, fotografie, serigrafie, Galerie Institutu průmyslového designu, Praha (1979)
- Ivan Kafka: Příběhy, objekt, fotografie, serigrafie, Divadlo v Nerudovce, Praha (1980)
- Ivan Kafka, Galerie Hildebrand, Klagenfurt am Wörthersee (1982)
- Ivan Kafka: Da nessun luogo verso nessun luogo / Odnikud nikam , Český a slovenský pavilon,  47. bienále Benátky (1997)
- Ivan Kafka, IfA Galerie, Berlín (1998)
- Ivan Kafka. Werkstatt Europa 2000, Forum Kunst Rottweil, Rottweil (2000)
- Ivan Kafka: Národní chrčení do prázdna, Uměleckoprůmyslové muzeum, Brno (2003)
- Ivan Kafka : míra snesitelnosti, Galerie moderního umění v Roudnici nad Labem, 4. října – 18. listopadu (2012)